# Рольгейзер, Илья Сергеевич
Илья Сергеевич Рольгейзер (род. 8 февраля 1989, Омск, Россия) — российский боксёр первой тяжёлой весовой категории, выступал на профессиональном уровне в 2013—2016 годах. Мастер спорта по боксу, мастер спорта по боевому самбо, кандидат в мастера спорта по армейскому рукопашному бою, кандидат в мастера спорта по кикбоксингу. Занимается единоборствами с 1999 года.

## Биография
Илья Рольгейзер родился 8 февраля 1989 года в Омске. В 1992 году переехал в Магнитогорск.

## Любительская карьера
Боксом начал заниматься с пятого класса с тренером Вадимом Михайловичем Абросимовым. Начинал именно с бокса, потом перешёл в кикбоксинг, боевое самбо и рукопашный бой, после чего вернулся в бокс.
В любительском спорте с 2008 года, за пять лет сделал успешную карьеру. Мастер спорта по боевому самбо (2012). Неоднократный призёр и чемпион Челябинской области, Уральского федерального округа (2011). Серебряный призёр Азиатской части России по боевому самбо (2011), призёр Челябинской и Уральского федерального округа по кикбоксингу (2010), победитель Всероссийских турниров по рукопашному бою (2008). В 2011 году переезжает в Москву под руководство тренера Игоря Васильевича Смольянова.

## Профессиональная карьера
В профессиональном боксе дебютировал в июне 2013 года, победив Игоря Пилипенко. Затем в течение 2 лет провёл ещё три победных боя.
22 августа 2015 года участвовал в поединке, организованном командой Victoty Тeam за титул чемпиона России в первом тяжёлом весе с действующим чемпионом России Андреем Князевым. В результате Илья Рольгейзер стал первым в истории профессионального бокса, кто смог претендовать на титул чемпиона России, проведя всего три боя на профессиональном уровне.
Бой между Князевым и Рольгейзером был очень напряженным и продлился все 10 раундов, по очкам судьи присудили победу Князеву.

## Статистика профессиональных боёв
В таблице перечислены результаты всех поединков боксёров.
В каждой строке указан результат поединка. Дополнительно номер поединка обозначен цветом, который обозначает итог поединка. Расшифровка обозначений и цветов представлена в нижеследующей таблице.
| Пример | Расшифровка                     |
| ------ | ------------------------------- |
|        | Победа                          |
|        | Ничья                           |
|        | Поражение                       |
|        | Планируемый поединок            |
|        | Поединок признан несостоявшимся |
| КО     | Нокаут                          |
| ТКО    | Технический нокаут              |
| PTS    | Решение судей (по очкам)        |
| UD     | Единогласное решение судей      |
| MD     | Решение большинства судей       |
| SD     | Раздельное решение судей        |
| RTD    | Отказ от продолжения боя        |
| DQ     | Дисквалификация                 |
| NC     | Поединок признан несостоявшимся |

| 8 | 11 марта 2023   | Никита Завада            | Крылья Советов, Москва, Россия           |                 | UD (6) | - | 7 | 25 ноября 2016 | Владимир Келеш (3-0) | Клуб «Корстон», Москва, Россия | UD (8) | Счёт: 73-80, 72-80, 73-79. |
| 6 | 13 февраля 2016 | Алексей Папин (1-0)      | Boxing & Gym Academy, Москва, Россия     | RTD 4 (6), 3:00 | |   |   |                |                      |                                |        |                            |
| 5 | 23 декабря 2015 | Максим Власов (31-2)     | Клуб «Вольта», Москва, Россия            | TKO 1 (8), 1:38 | |   |   |                |                      |                                |        |                            |
| 4 | 22 августа 2015 | Андрей Князев (11-2)     | СК «Юбилейный», Воронеж, Россия          | UD (10)         | Бой за титул чемпиона России в первом тяжёлом весе. Счёт: 87-100, 86-100, 84-100. Рольгейзер в нокдауне дважды во 2-м и раз в 7-м раундах. |   |   |                |                      |                                |        |                            |
| 3 | 25 апреля 2014  | Роман Мирзоев (2-8)      | ДС «Динамо» в Крылатском, Москва, Россия | UD (6)          | Счёт: 60-53, 60-53, 60-54. |   |   |                |                      |                                |        |                            |
| 2 | 21 декабря 2013 | Руслан Семенов (5-25-1)  | ДС «Динамо» в Крылатском, Москва, Россия | UD (6)          | Счёт: 58-57, 60-54, 59-54. |   |   |                |                      |                                |        |                            |
| 1 | 21 июня 2013    | Игорь Пилепенко (3-14-2) | ДС «Динамо» в Крылатском, Москва, Россия | SD (4)          | Счёт: 39-38, 39-38, 38-39. Дебют Рольгейзера в профессиональном боксе.                                                                     |   |   |                |                      |                                |        |                            |